# Алунішул (Мехедінць)
Алунішул (рум. Alunișul) — село у повіті Мехедінць в Румунії. Входить до складу комуни Хуснічоара.
Село розташоване на відстані 257 км на захід від Бухареста, 15 км на схід від Дробета-Турну-Северина, 83 км на північний захід від Крайови.

## Населення
За даними перепису населення 2002 року у селі проживали 63 особи, з них 60 осіб (95,2%) румунів. Рідною мовою 60 осіб (95,2%) назвали румунську.